# لیسا زین
لیسا زِین (انگلیسی: Lisa Zane؛ زادهٔ ۵ آوریل ۱۹۶۱) یک هنرپیشه و خواننده اهل ایالات متحده آمریکا است. وی از سال ۱۹۸۴ میلادی تاکنون مشغول فعالیت بوده‌است.
از فیلم‌ها یا برنامه‌های تلویزیونی که وی در آن نقش داشته است می‌توان به فردی مرده‌است: آخرین کابوس (۱۹۹۱)، زن اغواگر، مانکیبون، نفوذ بد و تقلا اشاره کرد.

## پیون به بیرون
- لیسا زین در بانک اطلاعات اینترنتی فیلم‌ها (IMDb)
- وبگاه رسمی